# Deseda-völgyi vízmű
A Deseda-völgyi vízmű régi épülete Kaposvár egyik műemléki védettséget élvező épülete.

## Története
Kaposvár vízellátását a régmúltban hagyományos ásott kutakból biztosították. 1834-ben kísérletet tettek a mai Fő és Irányi Dániel utca sarkán egy artézi kút fúrására is, de ez sikertelen maradt, és ugyanígy járt egy 1894-es kísérlet is a Bethlen téren. Amikor a város megvásárolta az úgynevezett Meggyes-telket (a mai Bajcsy-Zsilinszky utcától északra fekvő terület), birtokába jutott egy gazdag víznyerőhelynek is a mai Liszt Ferenc zeneiskola közelében. De még ez a kút sem tudta kielégíteni a növekvő város igényeit: 1899-ben próbafúrásokat végeztek a Kecelhegy lábánál és a Deseda-patak völgyében. Ez utóbbi helyen 250 méteres mélységet is elértek. Kémiai vizsgálatok kimutatták, hogy a víz minősége kitűnő, így 1901-ben szerződést kötöttek Zsigmondy Béla budapesti mérnökkel, hogy ásson próbakutakat ugyanezeken a helyszíneken. Mivel a Deseda völgye találtatott a legalkalmasabbnak, így 1904-ben (két évvel a városi vízvezeték-hálózat megtervezése után) a város azzal bízta meg Zsigmondy Bélát és a Herceg testvérek cégét, hogy itt építsék fel Kaposvár első vízműtelepét. A szerződést 1905 májusában kötötték meg, és hiába léptek sztrájkba októberben a vízvezetékeket építő napszámosok és földmunkások, 1906. augusztus 20-án pedig már meg is tarthatták az épület ünnepélyes átadását.
A vízművet eleinte az újonnan létrehozott Kaposvári Villam- és Vízműtelep üzemeltette, majd 1920-tól a Kaposvár Város Közüzemei nevű szervezet, mely 1949-es államosítása után új nevet kapott: Kaposvári Víz-, Csatornamű és Fürdő Vállalat lett belőle. Ez 1980-ban beolvadt a siófoki székhelyű Dunántúli Regionális Vízmű és Vízgazdálkodási Vállalatba (DDRV), amit 1986-tól DRV Rt-nek, ma pedig DRV Zrt-nek hívnak. A város vízművei a rendszerváltás után önkormányzati tulajdonba kerültek, 1994-ben kezdte meg működését a Kaposvári Vízművek Kft..

## Az épület
A 16 kúttal rendelkező, kastélyra emlékeztető vízművet Kopeczek György tervezte. Főépülete 3 szintes, bejárata felett kis torony alkotja a negyedik szintet, itt olvasható a felirat: „KAPOSVÁR VÁROS VÍZMŰTELEPE”. Alsó két szintjének díszítése erősen emlékeztet a két évvel korábban felavatott kaposvári városházára. Itt található az épület szélességéhez mérten igen tág nyílású bejárati kapu is, melyből a lépcsőház és a pince nyílik.